# Erstkommunion

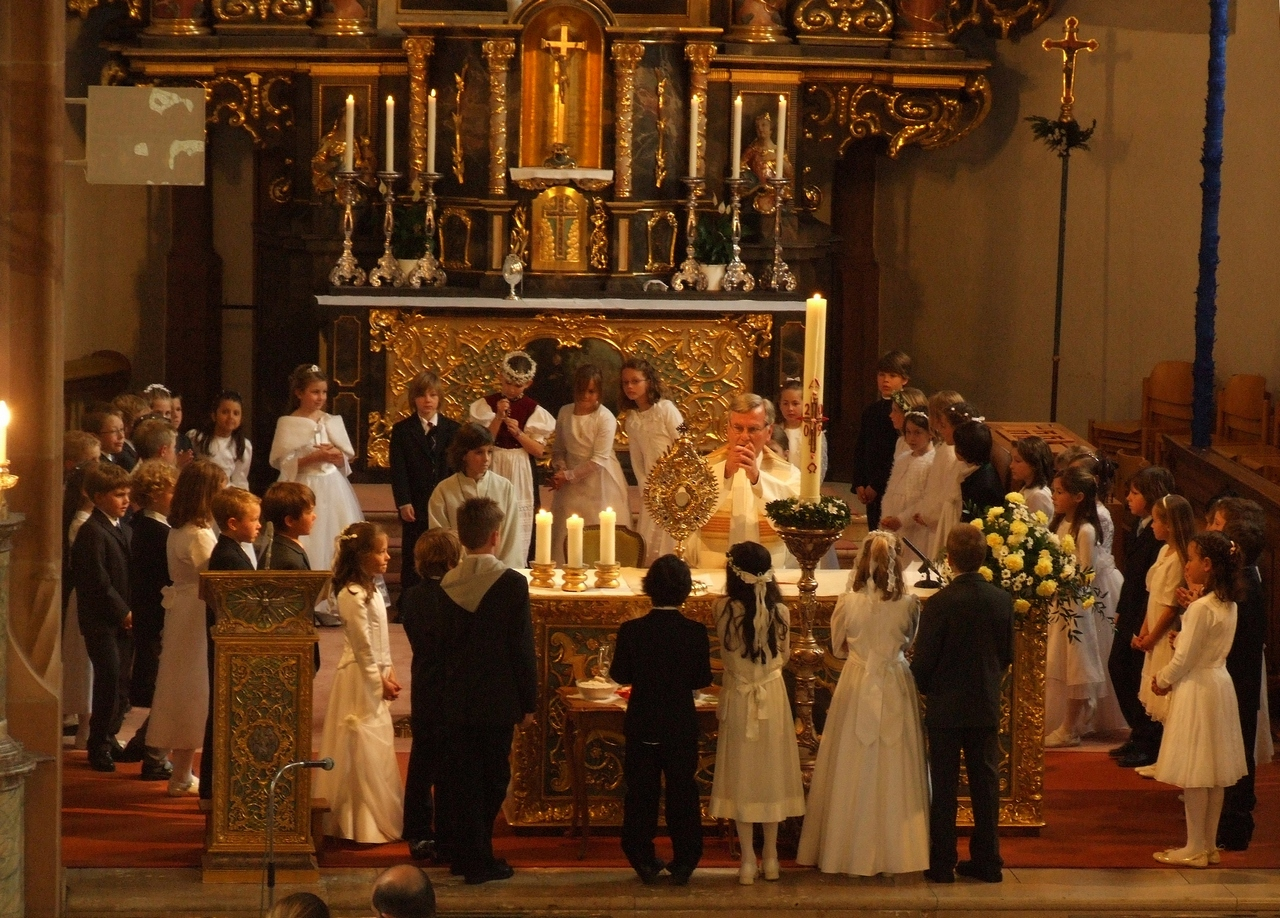
Erstkommunion in Kirchzarten, 2009

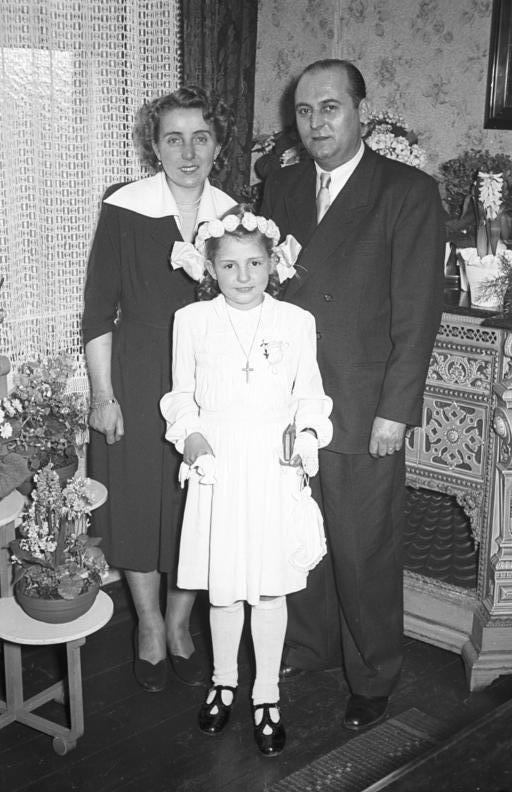
Kommunionkind im weißen Kleid mit Kranz, 1950

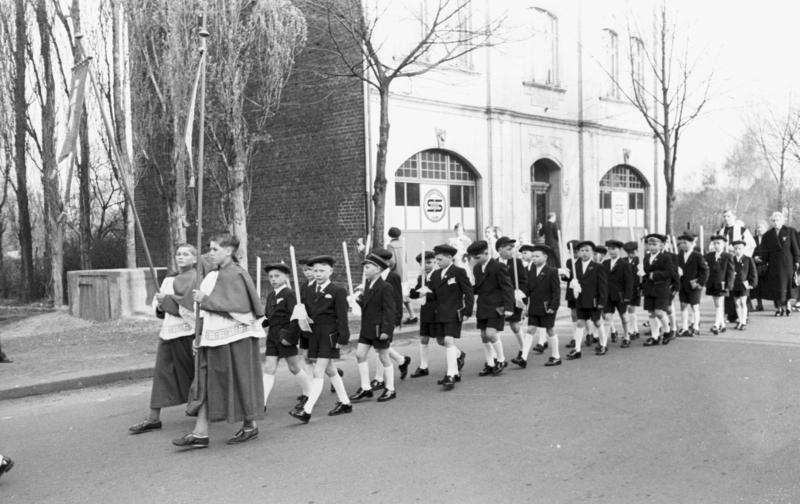
Prozession der Jungen zur Erstkommunion, 1953

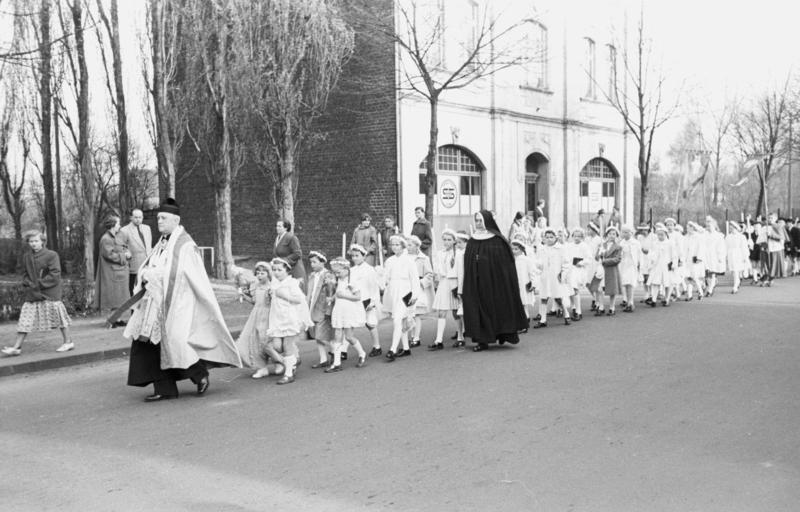
Prozession der Mädchen zur Erstkommunion, 1953

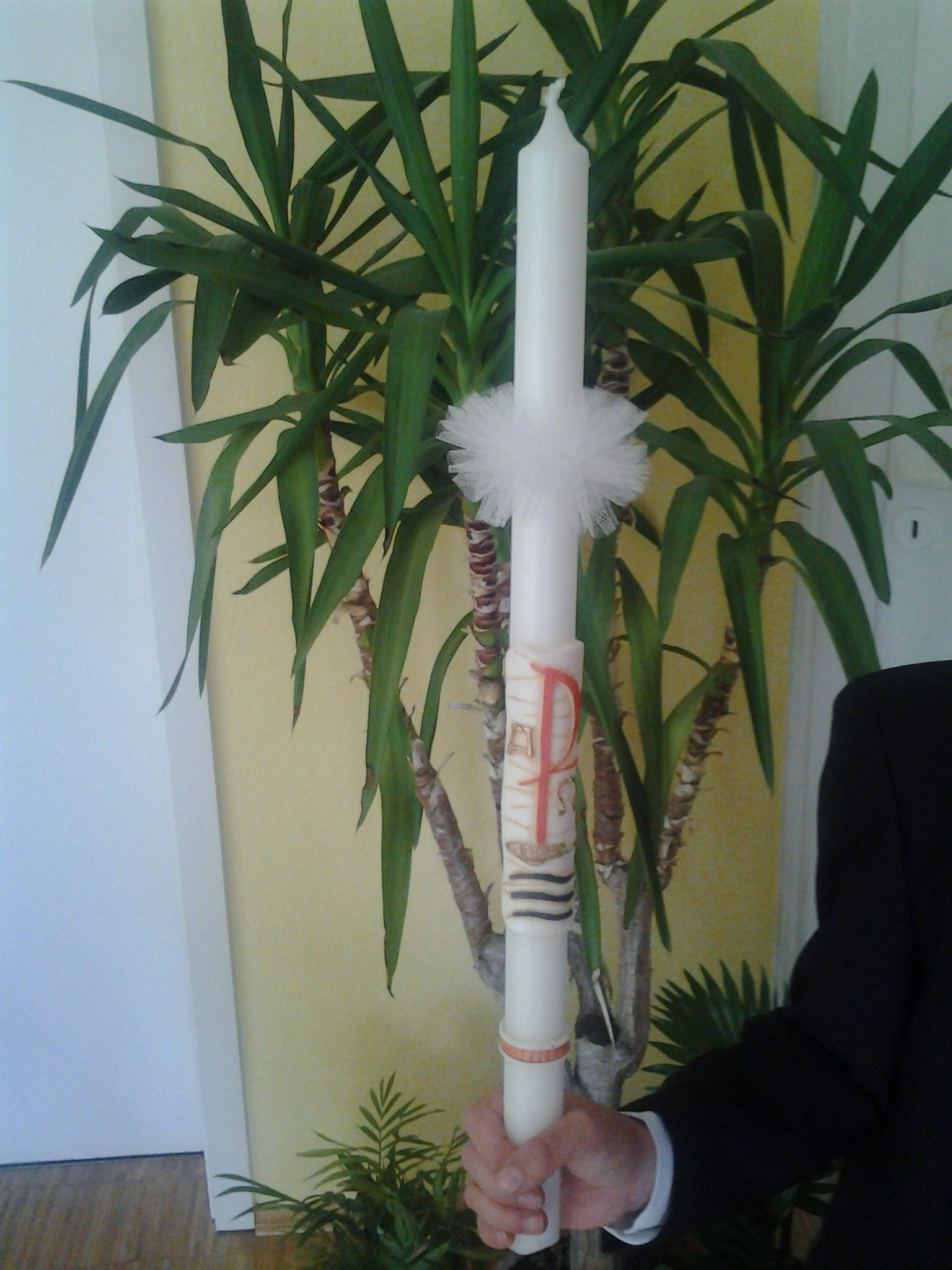
Kerze für die Erstkommunion

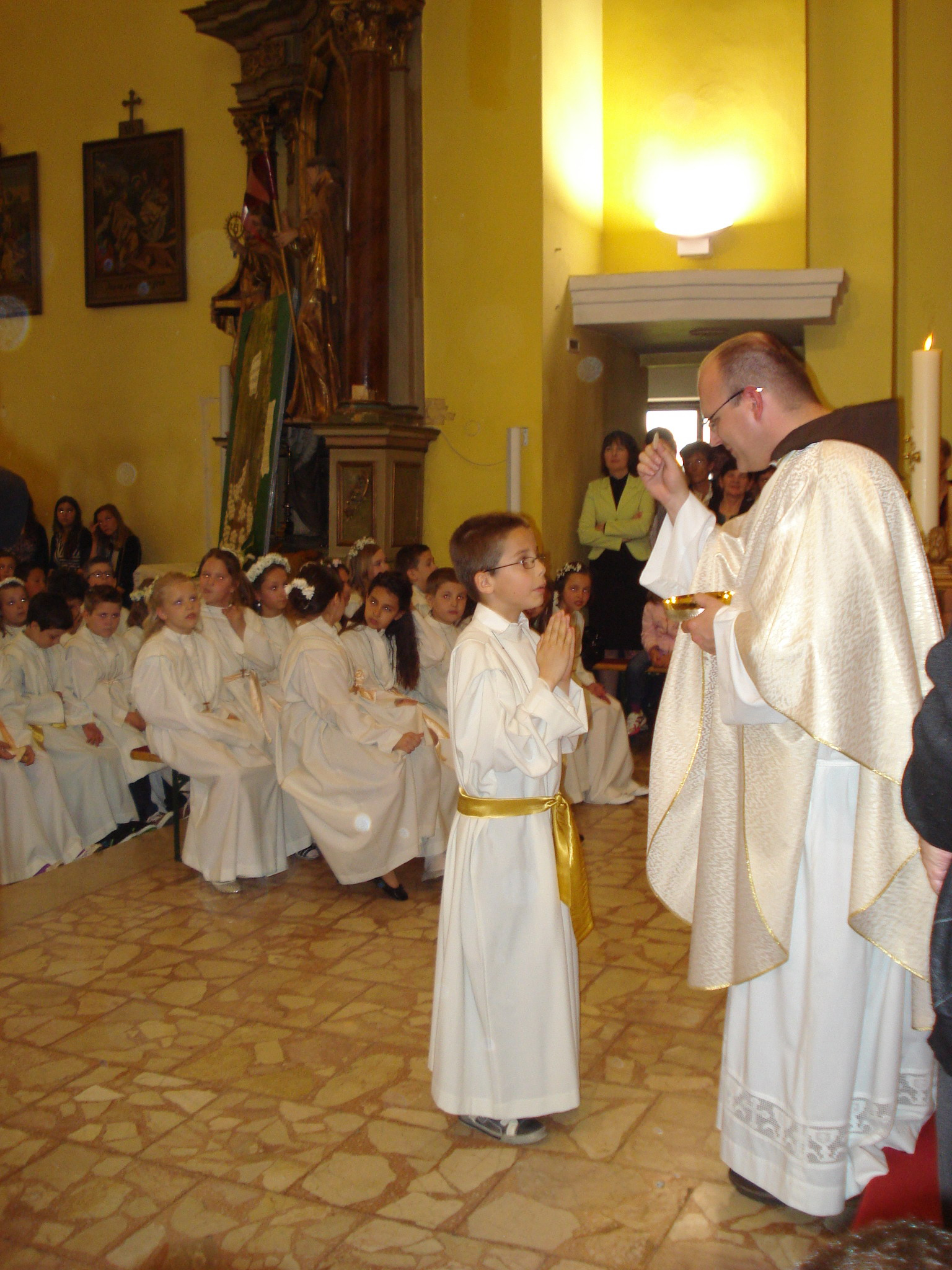
Empfang der Erstkommunion in Čakovec (2014)

Als Erstkommunion oder erste heilige Kommunion wird der meist festlich begangene erste Empfang des Sakraments der heiligen Kommunion bezeichnet. In den orthodoxen und orientalisch-orthodoxen Kirchen sowie den katholischen Ostkirchen wird die erste Kommunion in Verbindung mit der Taufe gespendet, auch im Fall einer Kindertaufe. In der katholischen Kirche des Westens empfangen Kinder erstmals die Kommunion, wenn das sogenannte Vernunftalter erreicht ist, und zwar in der Regel in einer gemeinsamen Feier der Erstkommunion in der Pfarrgemeinde. Seit dem 19. Jahrhundert wurde der Weiße Sonntag zum bevorzugten Termin für die Erstkommunion.
Bei der römisch-katholischen Taufe von Heranwachsenden und Erwachsenen empfangen diese bei ihrer Taufe zugleich die erste heilige Kommunion. Die Eucharistie gehört  in der katholischen Kirche zusammen mit der Taufe und der Firmung zu den sogenannten Initiationssakramenten, das heißt solchen Sakramenten, durch die die Gläubigen Anteil an der göttlichen Natur erhalten, gestärkt und in die Kirche eingegliedert werden.

## Alter der Kinder
Augustinus stellte gegen pelagianische Positionen fest, dass Säuglingen sofort nach der Taufe die Kommunion gereicht werden müsse, damit sie im Fall eines plötzlichen Todes gerettet seien. Augustinus berief sich auf Joh 6,53 . Diese Auffassung hat im Frühmittelalter weite Teile der Praxis bestimmt. Da die neugetauften Säuglinge konsekrierten Messwein empfingen, bereitete die zunehmende Scheu vor der Darreichung von konsekriertem Wein (siehe Laienkelch) jedoch Probleme mit der Erstkommunion im Säuglingsalter. Der Rückgang der Praxis der Säuglingskommunion wurde durch theologische Überlegungen begleitet. Dabei spielte die oben genannte Auffassung des Augustinus eine wichtige Rolle. Sie war allerdings im Lauf der Textüberlieferung in ihr Gegenteil verkehrt worden. Das Decretum Gratiani (IV, 130) und Thomas von Aquin (STh 3.73.3) zitieren die genannte Passage des Augustinus bereits als Beleg gegen die Heilsnotwendigkeit der Säuglingskommunion. Somit war im Hochmittelalter die Erstkommunion im Säuglingsalter kirchenrechtlich und in der liturgischen Praxis obsolet. Für das Spätmittelalter und die Neuzeit stellte sich daher die Frage des Erstkommunionalters mit neuer Dringlichkeit.
Das Laterankonzil von 1215 formulierte kein Recht, sondern die Verpflichtung zur jährlichen Beichte und Teilnahme an der Kommunion für jeden Gläubigen ab dem kanonischen Unterscheidungsalter (siebtes Lebensjahr). In der Neuzeit fand sich dennoch oft ein Erstkommunionalter von zwölf bis vierzehn Jahren, gelegentlich mit der Schulentlassung oder dem Abschluss eines Katechismusunterrichts verbunden.
Nach dem Konzil von Trient begannen vor allem Jesuiten, Kinder gemeinsam auf den Empfang der Kommunion vorzubereiten. Der Weiße Sonntag bürgerte sich als der bevorzugte Termin für die Feier der Erstkommunion ein, erstmals 1661 in München und 1673 in Luzern. Seit Mitte des 19. Jahrhunderts wurde der Termin für die ganze katholische Kirche verbindlich, seit dem Zweiten Vatikanischen Konzil sind auch andere Termine möglich.
Im späteren 19. Jahrhundert wurde vermehrt eine frühere Zulassung der Kinder zur Erstkommunion gewünscht. Mit dem Dekret Quam singulari von Pius X. stand wieder das siebte Lebensjahr als Ideal genauso wie die Verknüpfung von erster Beichte und Erstkommunion fest. Trotz der offenen Formulierung der Canones 913 und 914 des Codex Iuris Canonici (1983) bleibt durch diese Verknüpfung eine Feier der Erstkommunion in einem niedrigeren Alter unwahrscheinlich. Es ist ja die Fähigkeit des Gebrauchs der Vernunft erforderlich, um überhaupt eine Sünde begehen und eigene Fehler erkennen zu können, Voraussetzung für die Beichte und damit indirekte Voraussetzung der Erstkommunion. Sie bestimmt damit auch das Erstkommunionalter. Heute ist ein Alter von sechs bis zwölf Jahren üblich. Die Kommunionkinder in Deutschland sind in der Regel im dritten, in Österreich im zweiten Schuljahr.
Die Konzentration der Kriterien der Zulassung zur Erstkommunion auf Vernunftgebrauch und Unterscheidungsalter in der katholischen Kirche schließt, falls isoliert beachtet, Kleinkinder selbst angesichts des Todes und geistig behinderte Menschen vom Kommunionempfang aus. Doch hat es Papst Franziskus im Juni 2016 für unzulässig erklärt, dass Menschen mit Behinderung von der Kommunion und Messen ausgeschlossen werden.
Die vollständige Abschaffung der Säuglingskommunion ist auf die lateinische Kirche beschränkt. Die Ostkirchen haben den von der Aufnahme erwachsener Katechumenen übernommenen Brauch beibehalten, auch kleinen Kindern bei der Taufe und auch in den Jahren vor dem Unterscheidungsalter die Kommunion zu reichen.

## Römisch-katholische Kirche
Der Erstkommunion geht der Kommunionunterricht und der Empfang des Bußsakraments voraus. Die Erstkommunion wird meistens besonders feierlich und kindgemäß gestaltet; kirchenrechtlich und liturgisch ist allerdings keine besondere Form vorgeschrieben. Es ist auch möglich, dass die Eltern ihre Kinder vorbereiten und die Erstkommunion zu einer anderen Zeit und in einer anderen Heiligen Messe empfangen wird.

Im Kirchenrecht heißt es dazu: 

„Pflicht vor allem der Eltern und derer, die an Stelle der Eltern stehen, sowie des Pfarrers ist es, dafür zu sorgen, daß die Kinder, die zum Vernunftgebrauch gelangt sind, gehörig vorbereitet werden und möglichst bald, nach vorheriger sakramentaler Beichte, mit dieser göttlichen Speise gestärkt werden. Der Pfarrer hat auch darüber zu wachen, daß nicht Kinder zur heiligen Kommunion hinzutreten, die den Vernunftgebrauch noch nicht erlangt haben oder die nach seinem Urteil nicht ausreichend auf den Kommunionempfang vorbereitet sind.“

### Vorbereitung
Mancherorts übernehmen das Pastoralteam der Gemeinde (Priester, Diakon, Gemeindereferent) die Vorbereitung der Kinder auf die Erstkommunion. Die Vorbereitung findet jedoch in der Regel nach dem Modell der Gemeindekatechese in kleinen Gruppen statt, die häufig von ehrenamtlichen Katecheten, Müttern oder Vätern (den sogenannten „Tischmüttern“ bzw. „Tischvätern“) in Zusammenarbeit mit einem Mitglied des Pastoralteams geleitet werden. Elemente der Vorbereitung sind wöchentliche Treffen der Kleingruppen mit den Katecheten, dazu kommen mancherorts gemeinsame Wochenendfreizeiten mit allen Gruppen. Manche Vorbereitungskurse dauern mehr als ein Jahr, andere sehen nur einige Tage oder mehrere Wochenenden vor, wiederum andere legen die Vorbereitung in besondere Gottesdienste für die Kinder (sogenannte Weg-Gottesdienste). Der Religionsunterricht in der Schule kann die Vorbereitung ergänzen.
Vor der Erstkommunion wird auch zum ersten Mal gebeichtet. Die Vorbereitung auf die Erstbeichte ist in der Regel in die Kommunionvorbereitung integriert. Ohne Beichte ist die Erstkommunion nicht möglich.

### Termin

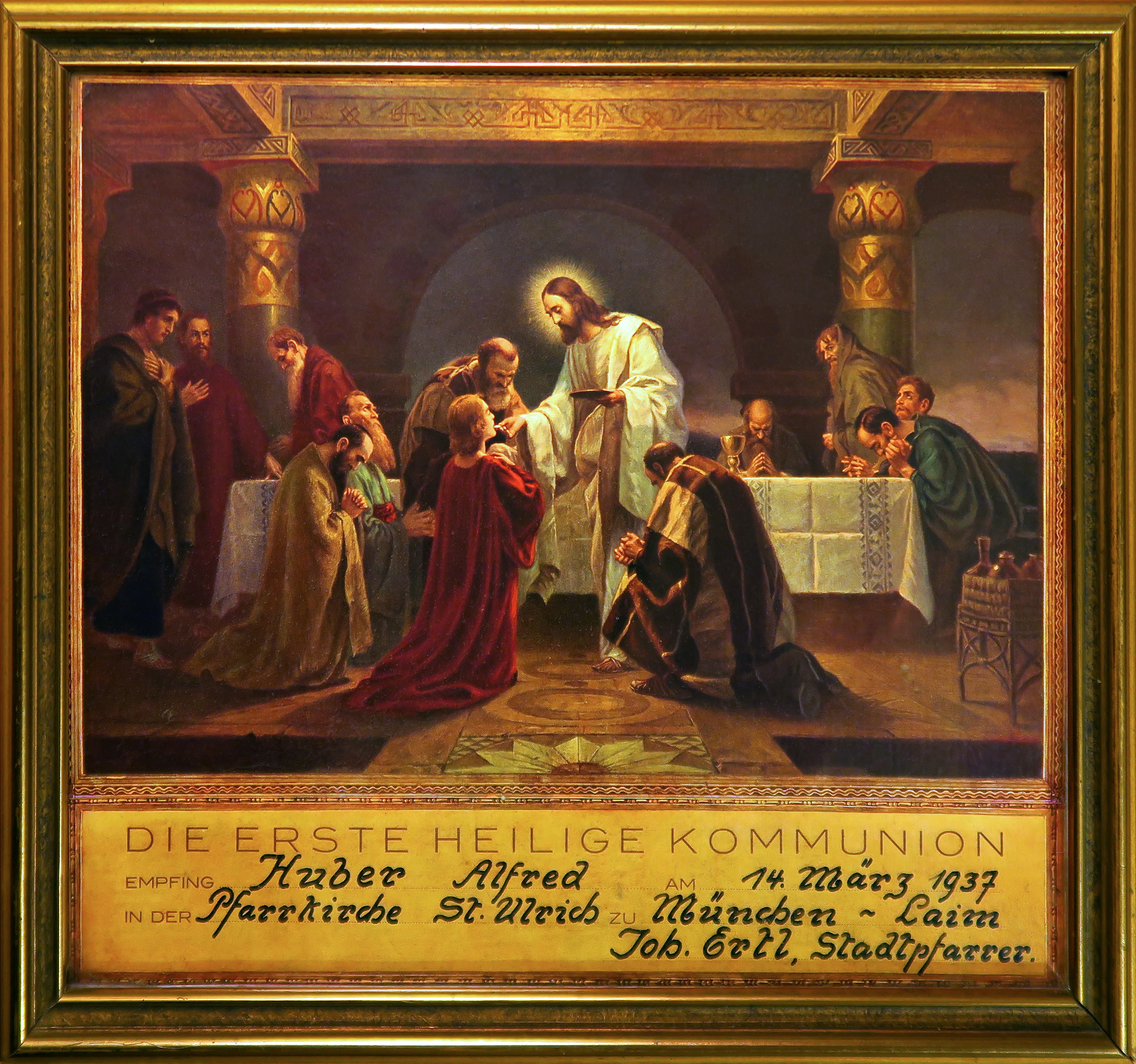
Erinnerungsbild Erstkommunion
14. März 1937
(zwei Sonntage vor Ostersonntag)

Der traditionelle, in vielen Gegenden übliche Tag der Erstkommunionfeier ist der Sonntag nach Ostern (Weißer Sonntag). Seit dem Zweiten Vatikanischen Konzil gingen manche Gemeinden dazu über, die Erstkommunionfeier auf einen anderen Termin zu legen und die Gruppe der Kommunionkinder auf zwei oder mehr Termine aufzuteilen. So finden Erstkommunionfeiern auch am Ostermontag, Christi Himmelfahrt oder an anderen Sonntagen der Osterzeit im April oder Mai statt. Dies war in den 1960er- und 1970er-Jahren eine Folge der großen Zahl von Kindern. Später wurde ausschlaggebend, dass in den entstehenden Großpfarreien die Kommunionfeiern in den einzelnen Teilgemeinden so besser zu koordinieren sind. Auch die Lage des Weißen Sonntags in den Osterferien spielte eine Rolle.

### Sonstiges
In den deutschsprachigen Ländern wird zuweilen auch die Taufe Heranwachsender im Rahmen der Vorbereitungszeit auf die Erstkommunion gefeiert. Beispielzahlen über Taufen im Kinder- und Jugendalter in Deutschland (können aber nicht zur Darstellung von Zahlen über Täuflinge während der Erstkommunionvorbereitung herangezogen werden): 2005 waren von 196.371 katholische Taufen 7.854 (3,9 %) bei Kindern zwischen 7 und 14 Jahren. 1993 waren von 281.612 Taufen noch 6.959 (2,4 %) bei Kindern zwischen 7 und 14 Jahren.
Viele Gemeinden beziehen in die Vorbereitungszeit eine Familienmesse mit Taufgedächtnis ein, zu der auch die Taufpaten des Kindes eingeladen werden. Die Taufe der bisher nicht getauften Kinder kann hierbei gefeiert werden.
Bei der Erstkommunion werden wegen des engen Zusammenhangs der Sakramente der Taufe und der Eucharistie oft die Taufkerzen der Kinder nochmals entzündet. Traditionell werden die Kinder besonders festlich gekleidet: Die Jungen tragen dunkle Anzüge, die Mädchen weiße, aufwendige Kleider, die Brautkleidern ähnlich sehen. In manchen Gemeinden tragen die Kinder heute zur Erstkommunion einheitlich eine Albe. Dadurch soll verhindert werden, dass die aufwendige Kleidung vom eigentlichen Sinn der Feier ablenkt und weniger wohlhabende Familien durch den Kauf teurer Kleider übermäßig belastet werden. 
Übliche Geschenke zum Fest waren Gegenstände für die religiöse Praxis wie etwa Gebetbücher, Rosenkränze, Kreuze oder Heiligenbilder.
In vielen Gemeinden werden die Kommunionkinder eingeladen, nach der Erstkommunion Ministrant zu werden.

## Andere Konfessionen

### Anglikanische Kirchen
In den Kirchen der Anglikanischen Gemeinschaft geht traditionell die Firmung, die in der Regel um das 13. Lebensjahr empfangen wird, der Erstkommunion voraus.

### Orthodoxe und katholische Ostkirchen

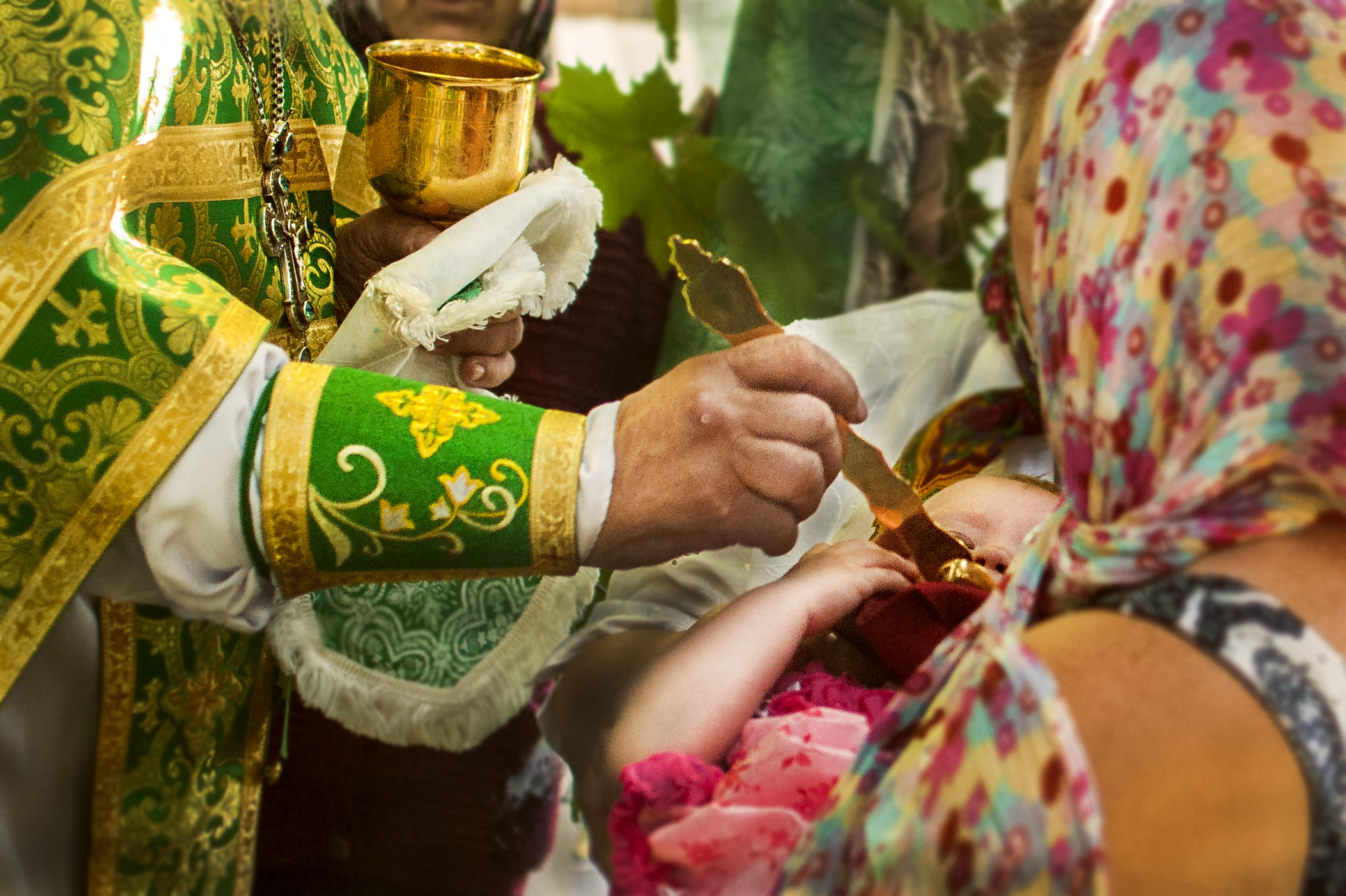
Kommunion unter beiden Gestalten im byzantinischen Ritus

Die orthodoxen Kirchen und, in der Regel, auch die unierten katholischen Ostkirchen kennen keine besondere Erstkommunionfeier. Die Kinder empfangen gewöhnlich die drei Initiationssakramente Taufe, Firmung und Eucharistie in einer Feier. Dazu wird zur Kommunion (bei einer Säuglingstaufe) der Daumen des Taufpriesters in den geheiligten Wein getaucht und dieser so dem Täufling in den Mund gegeben oder aber das Brot mit einem Tropfen Messwein befeuchtet und dann mit einem kleinen Löffel gereicht.

### Evangelisch-lutherische Kirchen
In den evangelisch-lutherischen Landeskirchen dürfen Jugendliche in der Regel bei ihrer Konfirmation das erste Mal am Abendmahl teilnehmen. Einzelne Landeskirchen lassen auch Kinder zum Abendmahl zu, wenn sie entsprechend von ihren Eltern bzw. der Gemeinde vorbereitet wurden. Die Kirchensynode der Selbständigen Evangelisch-Lutherischen Kirche empfiehlt die Frühkommunion. Sie ist in einigen Kirchengemeinden umgesetzt.

### Evangelisch-reformierte Kirchen
Insbesondere in den Schweizerischen reformierten Kirchen kann das Abendmahl schon im Kindesalter empfangen werden, in der Regel steht dafür alkoholfreier Traubensaft zur Verfügung.